# Fußball-Regionalliga 1966/67
Die Fußball-Regionalliga-Saison 1966/67 war die vierte Spielzeit der seinerzeit zweithöchsten Spielklasse im deutschen Fußball.
In der Aufstiegsrunde setzten sich Alemannia Aachen und Borussia Neunkirchen durch.

## Modus
Gespielt wurde in fünf Regionalligen. Die zwei besten Mannschaften der Regionalligen am Ende der regulären Saison spielten in zwei fünf Mannschaften umfassenden Runden die beiden Erstligaaufsteiger aus.

## Nord

### Saisonverlauf
Die Meisterschaft und die zwei Plätze für die Aufstiegsrunde zur Bundesliga wurden in einem Dreikampf zwischen Arminia Hannover, Göttingen 05 und Holstein Kiel bis zum letzten Spieltag am 15. Mai 1967 ausgetragen. Den Kieler „Störchen“ ging in den letzten drei Spieltagen die Luft aus, sie holten nur noch zwei Punkte und verloren auch am Schlusstag mit 0:2 Toren bei Sperber Hamburg. Trainer Hans Hipp führte Arminia Hannover mit 5:1 Punkten aus den letzten drei Verbandsspielen zur Meisterschaft. Göttingen 05 verteidigte mit 4:2 Punkten auf der Zielgeraden die Vizemeisterschaft des Vorjahres. Die Torschützenliste führten Günter Pröpper (VfL Osnabrück) mit 25, Peter Osterhoff (FC St. Pauli) mit 24 und Gerd Koll (Holstein Kiel) mit 23 Toren an.
Zur Runde 1967/68 wechselten die Spieler Hermann-Dieter Bellut (VfL Wolfsburg), Heinz-Dieter Hansing (Arminia Hannover), Franz-Josef Hönig (Holstein Kiel), Dietmar Mürdter und Reinhard Roder (beide Göttingen 05) in die Fußball-Bundesliga.
Bester Nachwuchs-Torjäger wurde der 19-jährige Rolf Kuch von Altona 93 mit 11 Toren in 26 Einsätzen.

### Abschlusstabelle
| Pl. | Verein                     | Sp. | S  | U  | N  | Tore    | Diff. | Punkte |
| --- | -------------------------- | --- | -- | -- | -- | ------- | ----- | ------ |
| 1.  | SV Arminia Hannover        | 32  | 21 | 5  | 6  | 078:280 | +50   | 47:17  |
| 2.  | 1. SC Göttingen 05         | 32  | 18 | 9  | 5  | 065:240 | +41   | 45:19  |
| 3.  | Holstein Kiel              | 32  | 19 | 7  | 6  | 068:320 | +36   | 45:19  |
| 4.  | VfL Wolfsburg              | 32  | 19 | 2  | 11 | 057:330 | +24   | 40:24  |
| 5.  | FC St. Pauli (M)           | 32  | 16 | 7  | 9  | 071:440 | +27   | 39:25  |
| 6.  | SC Concordia Hamburg       | 32  | 16 | 4  | 12 | 050:400 | +10   | 36:28  |
| 7.  | VfL Osnabrück              | 32  | 11 | 10 | 11 | 061:500 | +11   | 32:32  |
| 8.  | Altona 93                  | 32  | 10 | 11 | 11 | 043:460 | −3    | 31:33  |
| 9.  | VfB Oldenburg              | 32  | 13 | 4  | 15 | 049:730 | −24   | 30:34  |
| 10. | VfB Lübeck                 | 32  | 9  | 10 | 13 | 041:430 | −2    | 28:36  |
| 11. | ASV Bergedorf 85           | 32  | 10 | 8  | 14 | 045:570 | −12   | 28:36  |
| 12. | Itzehoer SV                | 32  | 13 | 2  | 17 | 056:740 | −18   | 28:36  |
| 13. | SC Sperber Hamburg (N)     | 32  | 8  | 9  | 15 | 042:540 | −12   | 25:39  |
| 14. | HSV Barmbek-Uhlenhorst (N) | 32  | 10 | 5  | 17 | 048:770 | −29   | 25:39  |
| 15. | Bremerhaven 93             | 32  | 7  | 10 | 15 | 034:570 | −23   | 24:40  |
| 16. | VfV Hildesheim             | 32  | 8  | 7  | 17 | 025:570 | −32   | 23:41  |
| 17. | Bremer SV                  | 32  | 7  | 4  | 21 | 040:840 | −44   | 18:46  |

| (M) | Regionalligameister Nord 1965/66 |
| (N) | Aufsteiger 1965/66               |

### Aufstiegsrunde zur Regionalliga Nord
Die Amateurmannschaften von Hannover 96 und dem SV Arminia Hannover als Erster bzw. Vierter aus Niedersachsen durften nicht an der Aufstiegsrunde teilnehmen. Es rückte der Tabellenfünfte 1. FC Wolfsburg nach. Die Amateurmannschaft von Werder Bremen durfte als Bremer Meister ebenfalls nicht an der Aufstiegsrunde teilnehmen. Es rückte der Vizemeister Eintracht Bremen nach.

#### Gruppe A
| Pl. | Verein           | Sp. | S | U | N | Tore    | Quote | Punkte |
| --- | ---------------- | --- | - | - | - | ------- | ----- | ------ |
| 1.  | Phönix Lübeck    | 6   | 5 | 1 | 0 | 013:500 | 2,60  | 11:10  |
| 2.  | Leu Braunschweig | 6   | 2 | 1 | 3 | 006:800 | 0,75  | 05:70  |
| 3.  | 1. FC Wolfsburg  | 6   | 2 | 0 | 4 | 010:120 | 0,83  | 04:80  |
| 4.  | Langenhorner TSV | 6   | 1 | 2 | 3 | 006:100 | 0,60  | 04:80  |

#### Gruppe B
| Pl. | Verein           | Sp. | S | U | N | Tore    | Quote | Punkte |
| --- | ---------------- | --- | - | - | - | ------- | ----- | ------ |
| 1.  | TuS Haste 01     | 6   | 3 | 2 | 1 | 012:700 | 1,71  | 08:40  |
| 2.  | Eintracht Bremen | 6   | 3 | 1 | 2 | 010:110 | 0,91  | 07:50  |
| 3.  | SV St. Georg     | 6   | 2 | 2 | 2 | 010:100 | 1,00  | 06:60  |
| 4.  | VfL Oldesloe     | 6   | 1 | 1 | 4 | 007:110 | 0,64  | 03:90  |

## Berlin

### Saisonverlauf
Hertha BSC wiederholte die Meisterschaft des Vorjahres, Tennis Borussia Berlin und der Spandauer SV die Vizemeisterschaft bzw. den 3. Rang des Jahres 1966 in Berlin. Die Mannschaft von Trainer Helmut Kronsbein gewann das Heimspiel gegen TeBe am 25. September 1966 vor 15.320 Zuschauern mit 2:1 Toren. Das Siegtor erzielte Michael Krampitz in der 83. Spielminute, der auch mit 25 Treffern vor Horst Lunenburg und Hans Tylinski (beide Tennis Borussia) mit je 24 Treffern die Torschützenliste anführte. Die einzige Rundenniederlage erlitt Hertha BSC am 2. Oktober 1966 mit einer 1:2-Niederlage bei Wacker 04. Den dritten Punktverlust gab es für den Meister am 30. April 1967 mit einem 3:3-Unentschieden beim Vize Tennis Borussia, wo die Hertha eine 3:1-Halbzeitführung verspielte. Bundesligaabsteiger Tasmania 1900 hatte zu keiner Zeit eine Chance bei der Vergabe der zwei ersten Plätze.

### Abschlusstabelle
| Pl. | Verein                      | Sp. | S  | U  | N  | Tore    | Diff. | Punkte |
| --- | --------------------------- | --- | -- | -- | -- | ------- | ----- | ------ |
| 1.  | Hertha BSC (M)              | 30  | 28 | 1  | 1  | 114:250 | +89   | 57:30  |
| 2.  | Tennis Borussia Berlin      | 30  | 22 | 6  | 2  | 101:300 | +71   | 50:10  |
| 3.  | Spandauer SV                | 30  | 18 | 5  | 7  | 061:420 | +19   | 41:19  |
| 4.  | SC Tasmania 1900 Berlin (A) | 30  | 16 | 7  | 7  | 053:310 | +22   | 39:21  |
| 5.  | Hertha Zehlendorf           | 30  | 17 | 4  | 9  | 056:410 | +15   | 38:22  |
| 6.  | Wacker 04 Berlin            | 30  | 15 | 5  | 10 | 063:460 | +17   | 35:25  |
| 7.  | Rapide Wedding (N)          | 30  | 10 | 6  | 14 | 042:580 | −16   | 26:34  |
| 8.  | VfB Hermsdorf               | 30  | 10 | 5  | 15 | 052:810 | −29   | 25:35  |
| 9.  | Berliner SV 92              | 30  | 9  | 6  | 15 | 037:490 | −12   | 24:36  |
| 10. | 1. FC Neukölln              | 30  | 8  | 8  | 14 | 042:650 | −23   | 24:36  |
| 11. | Blau-Weiß 90 Berlin         | 30  | 6  | 11 | 13 | 032:550 | −23   | 23:37  |
| 12. | BFC Südring                 | 30  | 6  | 10 | 14 | 044:590 | −15   | 22:38  |
| 13. | Reinickendorfer Füchse      | 30  | 7  | 8  | 15 | 039:570 | −18   | 22:38  |
| 14. | BSC Kickers 1900 (N)        | 30  | 6  | 10 | 14 | 049:790 | −30   | 22:38  |
| 15. | SC Staaken                  | 30  | 6  | 8  | 16 | 036:530 | −17   | 20:40  |
| 16. | Lichterfelder SU            | 30  | 4  | 4  | 22 | 042:920 | −50   | 12:48  |

| (M) | Regionalligameister Berlin 1965/66            |
| (A) | Absteiger aus der Bundesliga 1965/66          |
| (N) | Aufsteiger aus der Amateurliga Berlin 1965/66 |

## West

### Saisonverlauf
Ohne die Konkurrenz der Bundesligaaufsteiger Borussia Mönchengladbach (1965), Fortuna Düsseldorf und Rot-Weiss Essen im Jahre 1966 fehlten die großen Kassenfüller. Der Zuschauerschnitt in der Regionalliga-West reduzierte sich entsprechend auf rund 6.000 pro Spiel. Die Meisterschaft blieb infolge ständiger Führungswechsel in der Tabelle von Anfang bis Ende spannend. Es wechselten sich die Vereine Hamborn 07 (mit Torjäger Franz Wollny), Alemannia Aachen, Arminia Bielefeld und SW Essen (Team mit der stabilsten Abwehr) immer wieder an der Tabellenspitze ab. Den Meistertitel holte sich am Ende der Tabellendritte des Vorjahres, TSV Alemannia Aachen  mit Trainer Michael Pfeiffer. Nach der Vorrunde führte Arminia Bielefeld die Tabelle an, in der Rückrunde stand die Mannschaft vom Essener Uhlenkrug neun Wochen an der Tabellenspitze. Trainer Horst Witzler verpasste mit Essen durch die 1:3 Punkte in den letzten zwei Rundenspielen gegen Marl-Hüls und Hagen den Titelgewinn. Bielefeld verlor am Schlusstag ohne Torjäger Ernst Kuster mit 0:1 Toren bei der Mannschaft von Trainer Alfred Preißler, beim Wuppertaler SV. Der Aufsteiger des Vorjahres, VfL Bochum, imponierte durch seinen Vormarsch auf den vierten Tabellenrang. Die Aufbauarbeit von Trainer Hubert Schieth zahlte sich aus. Die Bielefelder Offensive mit Gerd Roggensack, Ernst Kuster, Bernd Kirchner und Dietmar Erler erzielte mit 72 Treffern die meisten Tore im Westen. Absteigen mussten die Liga-Neulinge SSV Hagen,  Hammer SpVg und Bonner SC (sturmschwächste Mannschaft mit nur 27 erzielten Toren in 34 Spielen), dazu die langjährige Liga-Angehörige Eintracht Duisburg als Tabellenletzte. Die Torschützenliste wurde von Kuster mit 23 Toren angeführt. Es folgten Gustav Eversberg (Bochum) mit 20 Toren, Helmut Richert (Leverkusen) mit 15, Franz Krauthausen (RWO) mit 14 und Dieter Brozulat (RWO) sowie Gerd Knoth (Westfalia Herne) mit je 13 Toren.
Zur Runde 1967/68 bekamen folgende Spieler aus der Regionalliga West einen Vertrag in der Fußball-Bundesliga:
- Klaus Ackermann (Preußen Münster)
- Hermann Erlhoff (TSV Marl-Hüls)
- Dieter Feller (Preußen Münster)
- Paul Heyeres (Alemannia Aachen)
- Erwin Kostedde (Preußen Münster)
- Gerd Roggensack (Arminia Bielefeld)
- Jürgen Rynio (Eintracht Gelsenkirchen)
- Hans-Joachim Schellberg (Eintracht Duisburg)

### Abschlusstabelle
| Pl. | Verein                  | Sp. | S  | U  | N  | Tore    | Diff. | Punkte |
| --- | ----------------------- | --- | -- | -- | -- | ------- | ----- | ------ |
| 1.  | Alemannia Aachen        | 34  | 20 | 8  | 6  | 056:240 | +32   | 48:20  |
| 2.  | Schwarz-Weiß Essen      | 34  | 19 | 9  | 6  | 051:230 | +28   | 47:21  |
| 3.  | Arminia Bielefeld       | 34  | 17 | 11 | 6  | 072:390 | +33   | 45:23  |
| 4.  | VfL Bochum              | 34  | 18 | 9  | 7  | 067:420 | +25   | 45:23  |
| 5.  | Hamborn 07              | 34  | 17 | 9  | 8  | 052:330 | +19   | 43:25  |
| 6.  | Rot-Weiß Oberhausen     | 34  | 13 | 14 | 7  | 067:520 | +15   | 40:28  |
| 7.  | Wuppertaler SV          | 34  | 14 | 10 | 10 | 049:410 | +8    | 38:30  |
| 8.  | VfR Neuss (N)           | 34  | 14 | 8  | 12 | 056:500 | +6    | 36:32  |
| 9.  | Preußen Münster         | 34  | 13 | 9  | 12 | 053:580 | −5    | 35:33  |
| 10. | Bayer 04 Leverkusen     | 34  | 12 | 8  | 14 | 057:620 | −5    | 32:36  |
| 11. | Westfalia Herne         | 34  | 12 | 7  | 15 | 041:410 | ±0    | 31:37  |
| 12. | Eintracht Gelsenkirchen | 34  | 10 | 10 | 14 | 048:530 | −5    | 30:38  |
| 13. | SC Viktoria Köln        | 34  | 10 | 9  | 15 | 036:390 | −3    | 29:39  |
| 14. | TSV Marl-Hüls           | 34  | 7  | 12 | 15 | 038:490 | −11   | 26:42  |
| 15. | SSV Hagen (N)           | 34  | 8  | 8  | 18 | 035:690 | −34   | 24:44  |
| 16. | Hammer SpVg (N)         | 34  | 7  | 9  | 18 | 045:760 | −31   | 23:45  |
| 17. | Bonner SC (N)           | 34  | 6  | 10 | 18 | 027:480 | −21   | 22:46  |
| 18. | Eintracht Duisburg      | 34  | 7  | 4  | 23 | 034:850 | −51   | 18:50  |

| (N) | Aufsteiger 1965/66 |

### Aufstiegsrunde zur Regionalliga West
Mittelrheinmeister 1. FC Köln Amateure war nicht teilnahmeberechtigt für die Aufstiegsrunde. Es rückte der Vizemeister SC Fortuna Köln nach.
| Pl. | Verein             | Sp. | S | U | N | Tore    | Quote | Punkte |
| --- | ------------------ | --- | - | - | - | ------- | ----- | ------ |
| 1.  | Lüner SV           | 6   | 3 | 2 | 1 | 012:500 | 2,40  | 08:40  |
| 2.  | VfB Bottrop        | 6   | 3 | 2 | 1 | 007:400 | 1,75  | 08:40  |
| 3.  | SC Fortuna Köln    | 6   | 2 | 1 | 3 | 006:120 | 0,50  | 05:70  |
| 4.  | SpVgg Erkenschwick | 6   | 1 | 1 | 4 | 006:100 | 0,60  | 03:90  |

## Südwest

### Saisonverlauf
Bundesligaabsteiger Borussia Neunkirchen holte sich die Meisterschaft im Südwesten mit zwei Punkten Vorsprung vor dem 1. FC Saarbrücken. Die Mannschaft aus dem Ellenfeldstadion gewann beide Begegnungen gegen den Rivalen aus der Landeshauptstadt. In Neunkirchen setzte sich das Team von Trainer Željko Čajkovski (Bruder von Zlatko Čajkovski) vor 25.000 Zuschauern mit 2:0 Toren und im Saarbrücker Ludwigsparkstadion vor 40.000 Zuschauern mit einem 1:0-Auswärtssieg durch. Dieser Erfolg gewinnt noch durch die Tatsache, dass Neunkirchen mit Werner Görts und Heinz Simmet zwei leistungsstarke Spieler im Sommer 1966 an die Bundesliga verloren hatte. Der Vorjahresmeister FK Pirmasens kam auf dem 6. Platz ein und spielte bei der Titelvergabe keine Rolle. Überraschend war die Platzierung der SV Weisenau auf dem 3. Rang. Trainer Erich Gehbauer holte mit seiner Mannschaft in den Derbys gegen FSV Mainz 05 drei Punkte und Mittelstürmer Alfred Brecht zusätzlich die Torschützenkrone mit 26 Treffern. Hans Linsenmaier (Borussia Neunkirchen) und Emil Poklitar vom 1. FC Saarbrücken belegten mit je 19 Toren die Plätze hinter dem Torjäger von Weisenau. Für den Aufsteiger aus der Amateurliga Rheinland, Germania Metternich aus dem Koblenzer Stadtteil, wurde die Runde zu einem sportlichen Fiasko. Ohne einen einzigen Sieg, nur mit drei Unentschieden gegen den Mitabsteiger Bellheim, Worms und Saar 05 Saarbrücken endete die Runde für die Moselaner. Da auch die zwei Derbys gegen TuS Neuendorf mit 2:3 bzw. 0:3 Toren verloren gingen, war das Jahr Regionalliga für Metternich eine bittere Erfahrung. Zur Runde 1967/68 wechselten die Spieler Horst Berg und Jürgen Rohweder (beide SV Saar 05 Saarbrücken), Manfred Gärtner und Horst Schauß (beide 1. FC Saarbrücken) sowie Hugo Ulm (Phönix Bellheim) in die Fußball-Bundesliga.

### Abschlusstabelle
| Pl. | Verein                   | Sp. | S  | U  | N  | Tore    | Diff. | Punkte |
| --- | ------------------------ | --- | -- | -- | -- | ------- | ----- | ------ |
| 1.  | Borussia Neunkirchen (A) | 30  | 20 | 6  | 4  | 073:270 | +46   | 46:14  |
| 2.  | 1. FC Saarbrücken        | 30  | 21 | 2  | 7  | 077:310 | +46   | 44:16  |
| 3.  | SV Weisenau              | 30  | 17 | 7  | 6  | 063:350 | +28   | 41:19  |
| 4.  | FSV Mainz 05             | 30  | 18 | 3  | 9  | 050:350 | +15   | 39:21  |
| 5.  | Eintracht Trier          | 30  | 15 | 8  | 7  | 067:480 | +19   | 38:22  |
| 6.  | FK Pirmasens (M)         | 30  | 14 | 8  | 8  | 060:310 | +29   | 36:24  |
| 7.  | Südwest Ludwigshafen     | 30  | 13 | 10 | 7  | 049:340 | +15   | 36:24  |
| 8.  | SV Alsenborn             | 30  | 13 | 6  | 11 | 058:430 | +15   | 32:28  |
| 9.  | Röchling Völklingen      | 30  | 12 | 7  | 11 | 042:460 | −4    | 31:29  |
| 10. | Saar 05 Saarbrücken      | 30  | 11 | 8  | 11 | 047:390 | +8    | 30:30  |
| 11. | FC Homburg (N)           | 30  | 8  | 7  | 15 | 046:810 | −35   | 23:37  |
| 12. | VfR Frankenthal          | 30  | 7  | 7  | 16 | 040:500 | −10   | 21:39  |
| 13. | Wormatia Worms           | 30  | 5  | 11 | 14 | 031:480 | −17   | 21:39  |
| 14. | TuS Neuendorf            | 30  | 8  | 5  | 17 | 035:640 | −29   | 21:39  |
| 15. | Phönix Bellheim          | 30  | 6  | 6  | 18 | 040:710 | −31   | 18:42  |
| 16. | Germania Metternich (N)  | 30  | 0  | 3  | 27 | 019:114 | −95   | 03:57  |

| (M) | Regionalligameister Südwest 1965/66  |
| (A) | Absteiger aus der Bundesliga 1965/66 |
| (N) | Aufsteiger 1965/66                   |

### Aufstiegsrunde zur Regionalliga Südwest
Da Borussia Neunkirchen in die Bundesliga aufstieg und kein südwestdeutscher Verein aus der Bundesliga abstieg wurde die Aufstiegsrunde abgesagt. Alle drei Meister der Landesverbände stiegen direkt auf.

## Süd

### Saisonverlauf
Am letzten Spieltag, den 14. Mai 1967, zeigten die drei Erstplatzierten in der Tabelle keine Nerven und gewannen ihre Spiele sicher. Offenbach und Fürth mit je 4:0 gegen Darmstadt bzw. Schwaben Augsburg und Hof mit 4:1 Toren gegen die Stuttgarter Kickers. Damit blieb die Rangfolge mit Offenbach als Meister, Hof als Vizemeister und der SpVgg Fürth als Dritter mit lediglich zwei Punkten Rückstand, bestehen. Die Trainer Kurt Baluses (Kickers Offenbach) und Heinz Elzner (Bayern Hof) zogen damit mit ihren Teams in die Bundesliga-Aufstiegsrunde ein. Vorjahresmeister FC Schweinfurt 05 konnte als Titelverteidiger nicht an die Leistung aus dem Weltmeisterschaftsjahr anknüpfen und landete auf dem 10. Rang. Torjäger Rolf Schweighöfer war zu Werder Bremen gewechselt und das mit 0:2 Toren verlorene Startspiel beim Aufsteiger Germania Wiesbaden am 21. August 1966 sollte zum Auslöser einer unbefriedigenden Runde des Titelverteidigers werden. Die besten Torschützen im Süden wurden Bernd Windhausen (SpVgg Fürth) mit 31 Toren, Kurt Haseneder (Schwaben Augsburg) und Wolfgang Breuer (Bayern Hof) mit je 28 Treffern. Den Weg in die Bundesliga zur Runde 1967/68 schafften die Spieler Horst Haug (Stuttgarter Kickers), Klaus Slatina (SpVgg Fürth), Lutz Streitenbürger (VfR Mannheim) und die drei Kasselaner Karl Loweg, Horst Schaub und Bernd Schmidt.

### Abschlusstabelle
| Pl. | Verein                 | Sp. | S  | U  | N  | Tore    | Diff. | Punkte |
| --- | ---------------------- | --- | -- | -- | -- | ------- | ----- | ------ |
| 1.  | Kickers Offenbach      | 34  | 20 | 10 | 4  | 065:330 | +32   | 50:18  |
| 2.  | Bayern Hof             | 34  | 21 | 8  | 5  | 081:440 | +37   | 50:18  |
| 3.  | SpVgg Fürth            | 34  | 20 | 8  | 6  | 080:360 | +44   | 48:20  |
| 4.  | Stuttgarter Kickers    | 34  | 20 | 5  | 9  | 085:480 | +37   | 45:23  |
| 5.  | VfR Mannheim           | 34  | 15 | 12 | 7  | 061:430 | +18   | 42:26  |
| 6.  | SSV Reutlingen 05      | 34  | 16 | 8  | 10 | 059:440 | +15   | 40:28  |
| 7.  | Freiburger FC          | 34  | 15 | 7  | 12 | 062:500 | +12   | 37:31  |
| 8.  | KSV Hessen Kassel      | 34  | 14 | 8  | 12 | 061:620 | −1    | 36:32  |
| 9.  | Schwaben Augsburg      | 34  | 13 | 8  | 13 | 064:630 | +1    | 34:34  |
| 10. | FC Schweinfurt 05 (M)  | 34  | 16 | 2  | 16 | 043:470 | −4    | 34:34  |
| 11. | SV Waldhof Mannheim    | 34  | 12 | 9  | 13 | 050:570 | −7    | 33:35  |
| 12. | Opel Rüsselsheim       | 34  | 12 | 4  | 18 | 051:600 | −9    | 28:40  |
| 13. | FSV Frankfurt          | 34  | 12 | 4  | 18 | 037:580 | −21   | 28:40  |
| 14. | SV Darmstadt 98        | 34  | 9  | 8  | 17 | 045:550 | −10   | 26:42  |
| 15. | FC Villingen (N)       | 34  | 10 | 6  | 18 | 047:760 | −29   | 26:42  |
| 16. | BC Augsburg (N)        | 34  | 10 | 5  | 19 | 049:730 | −24   | 25:43  |
| 17. | Germania Wiesbaden (N) | 34  | 4  | 9  | 21 | 028:730 | −45   | 17:51  |
| 18. | 1. FC Pforzheim        | 34  | 3  | 7  | 24 | 026:720 | −46   | 13:55  |

| (M) | Regionalligameister Süd 1965/66 |
| (N) | Aufsteiger 1965/66              |

### Aufstiegsrunde zur Regionalliga Süd
Der SV Wiesbaden als Meister der 1. Amateurliga Hessen und Jahn Regensburg, Meister der Bayernliga stiegen direkt in die Regionalliga Süd auf. Die Meister der 1. Amateurligen: Südbaden, Nordbaden, Nordwürttemberg und Schwarzwald-Bodensee spielten in einer Aufstiegsrunde den dritten Aufsteiger aus. Den Aufstieg schaffte der Meister aus Nordwürttemberg, die TSG Backnang, die nach Punktgleichheit in der Runde das Entscheidungsspiel gegen den Offenburger FV mit 1:0 gewann.
| Pl. | Verein         | Sp. | S | U | N | Tore    | Diff. | Punkte |
| --- | -------------- | --- | - | - | - | ------- | ----- | ------ |
| 1.  | TSG Backnang   | 6   | 0 | 0 | 0 | 013:110 | +2    | 08:40  |
| 2.  | Offenburger FV | 6   | 0 | 0 | 0 | 014:600 | +8    | 08:40  |
| 3.  | ASV Feudenheim | 6   | 0 | 0 | 0 | 013:800 | +5    | 07:50  |
| 4.  | FC Tuttlingen  | 6   | 0 | 0 | 0 | 005:200 | −15   | 01:11  |

## Aufstiegsrunde zur Bundesliga

### Gruppe 1
Südwestmeister Borussia Neunkirchen eröffnete am zweiten Spieltag, am 24. Mai 1967 vor 25.000 Zuschauern mit einem 2:1-Heimsieg gegen den Nordmeister Arminia Hannover die Aufstiegsrunde. Vier Tage später war nach der 2:5-Niederlage bei Bayern Hof (drei Tore von Wolfgang Breuer) aber Ernüchterung eingekehrt. Es folgte das zweite Heimspiel gegen Schwarz-Weiß Essen, das mit zwei Treffern von Wolfgang Gayer 2:0 geschlagen wurde. Nach dem 2:1-Erfolg bei Hertha BSC am 4. Juni waren die Saarländer mit 6:2 Punkten wieder in der Aufstiegsspur. Danach konnten sie sich in Ruhe zehn Tage auf das schwere Spiel bei Arminia Hannover vorbereiten. Die besseren Kraftreserven entschieden in der 2. Spielhälfte das Spiel für die Borussen. Führte Arminia nach den ersten 45 Minuten noch mit 3:1 Toren, entschied Neunkirchen nach 90 Minuten mit drei weiteren Treffern das Spiel mit 4:3 Toren für sich. Die Revanche gegen Hof glückte im Rückspiel mit einem 4:0-Sieg deutlich, und so entschied die Begegnung am 21. Juni bei Schwarz-Weiß Essen über den Aufstieg. Zwar brachte Mittelstürmer Hans Walitza die Uhlenkrug-Elf in der 18. Minute mit 1:0 in Führung, Wolfgang Gayer glich aber in der 67. Minute zum 1:1 Endstand aus und damit konnte Neunkirchen mit 11:3 Punkten am letzten Spieltag – es gab eine 0:1-Niederlage im Ellenfeldstadion gegen das Schlusslicht Hertha BSC – der Aufstiegsrunde nicht mehr von Platz eins verdrängt werden.
Borussia Neunkirchen setzte folgende Spieler in der Aufstiegsrunde ein:
Horst Kirsch, Gerd Regitz, Peter Czernotzky, Günter Kuntz, Erich Leist, Dieter Schock, Jürgen Pontes, Wolfgang Gayer, Ludwig Lang, Erich Hermesdorf, Hans Linsenmaier, Jürgen Fuhrmann.

#### Abschlusstabelle
| Pl. | Verein               | Sp. | S | U | N | Tore    | Diff. | Punkte |
| --- | -------------------- | --- | - | - | - | ------- | ----- | ------ |
| 1.  | Borussia Neunkirchen | 8   | 5 | 1 | 2 | 017:120 | +5    | 11:50  |
| 2.  | Schwarz-Weiß Essen   | 8   | 4 | 2 | 2 | 013:900 | +4    | 10:60  |
| 3.  | SV Arminia Hannover  | 8   | 3 | 1 | 4 | 014:140 | ±0    | 07:90  |
| 4.  | FC Bayern Hof        | 8   | 3 | 1 | 4 | 011:160 | −5    | 07:90  |
| 5.  | Hertha BSC           | 8   | 2 | 1 | 5 | 008:120 | −4    | 05:11  |

### Gruppe 2
Mit der Schlagerpaarung Alemannia Aachen gegen Kickers Offenbach startete am 20. Mai 1967 die Gruppe 2. Die Tivoli-Elf gewann vor 25.000 Zuschauern mit 2:1 Toren. Hans-Jürgen Ferdinand entschied in der 83. Spielminute mit seinem zweiten Treffer das Spiel am 28. Mai in Berlin gegen Tennis Borussia mit 4:3 Toren für Aachen. Nach den zwei weiteren Erfolgen gegen Saarbrücken und Göttingen konnte auch die 2:3-Niederlage auf dem Bieberer Berg gegen Offenbach am 10. Juni – Hermann Nuber erzielte in der 85. Minute den Siegtreffer – die Alemannia nicht mehr vom Aufstiegskurs abbringen. Die 3:4-Heimniederlage der Offenbacher am 18. Juni gegen den 1. FC Saarbrücken entschied das Aufstiegsrennen vorzeitig. Die Mannschaft um Spielführer Josef Martinelli konnte somit auch die 0:3-Niederlage gegen den zu spät in Fahrt gekommenen 1. FC Saarbrücken am 21. Juni verkraften. Am letzten Spieltag machte die Mannschaft von Trainer Michael Pfeiffer durch einen 3:1-Erfolg vor 30.000 Zuschauern gegen Göttingen 05 den Aufstieg endgültig klar.
Bei Aachen kamen folgende Spieler in der Aufstiegsrunde zum Einsatz:
Gerhard Prokop, Christoph Walter, Werner Nievelstein, Peter Schöngen, Rolf Pawellek, Josef Thelen, Erwin Hermandung, Josef Martinelli, Erwin Hoffmann, Hans-Jürgen Ferdinand, Herbert Gronen, Willi Krieger, Karl-Heinz Sell, Alfred Glenski, Franz-Josef Nacken.

#### Abschlusstabelle
| Pl. | Verein                 | Sp. | S | U | N | Tore    | Diff. | Punkte |
| --- | ---------------------- | --- | - | - | - | ------- | ----- | ------ |
| 1.  | Alemannia Aachen       | 8   | 6 | 0 | 2 | 023:140 | +9    | 12:40  |
| 2.  | Kickers Offenbach      | 8   | 4 | 2 | 2 | 015:100 | +5    | 10:60  |
| 3.  | 1. FC Saarbrücken      | 8   | 2 | 4 | 2 | 015:150 | ±0    | 08:80  |
| 4.  | Göttingen 05           | 8   | 1 | 4 | 3 | 009:130 | −4    | 06:10  |
| 5.  | Tennis Borussia Berlin | 8   | 1 | 2 | 5 | 012:210 | −9    | 04:12  |